# Штадтрода

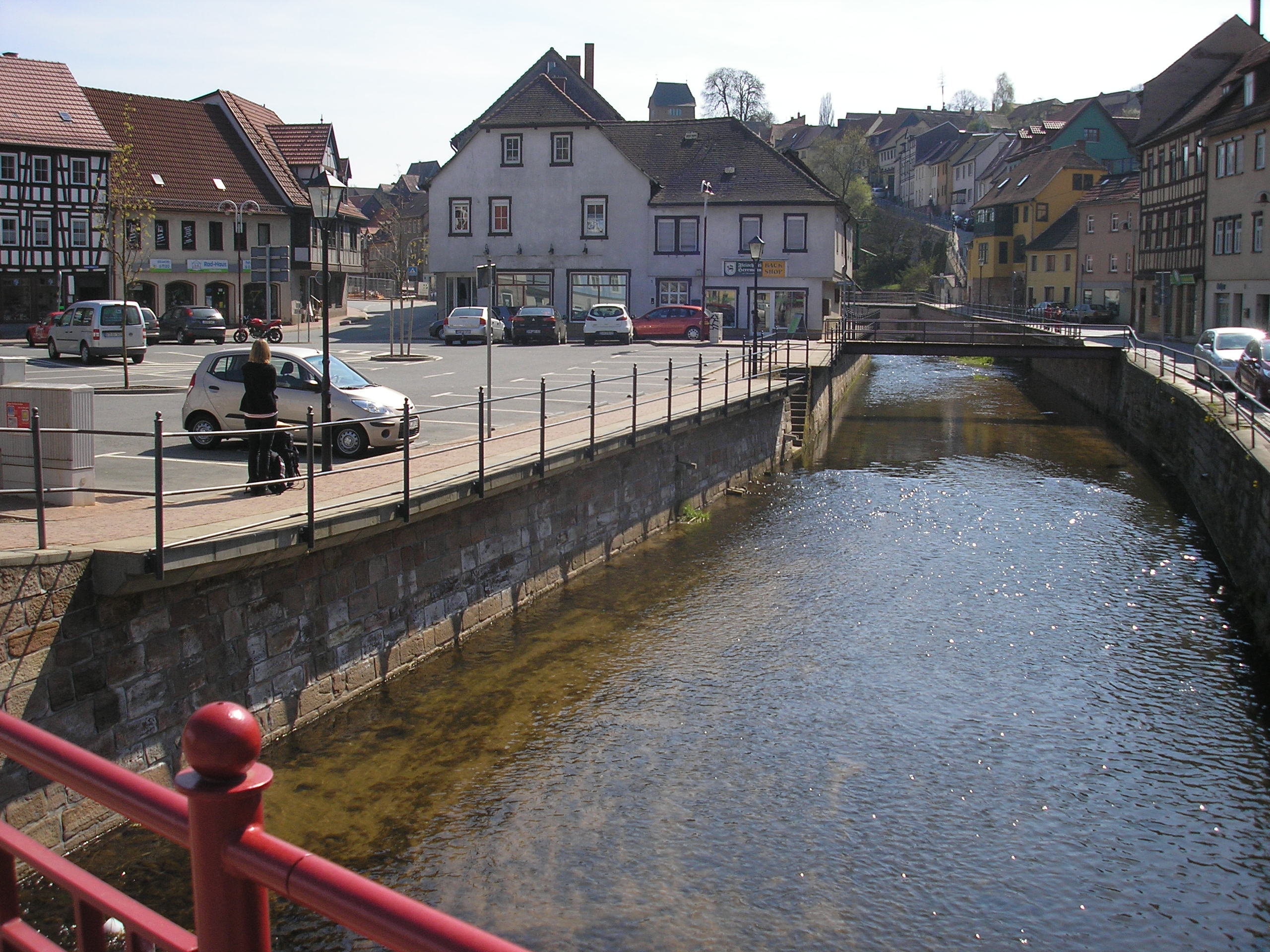
Рода в центре города

Штадтрода (нем. Stadtroda) — небольшой город в округе Зале-Хольцланд в Тюрингии .

## Географическое положение
Штадтрода расположена в Тюрингском лесу на реке Рода, притоке реки Зале.
На северной границе города в Роду впадает река Цайтцбах, протекающая через зону отдыха Цайтцгрунд.

### Состав городского округа
Районы Хайнбюхт (первое документальное свидетельство 1457 г.), Герневитц 20 марта 1252 г.) и Подельзатц (1 декабря 1433 г.).  относятся к Штадтроде.
Также с 1 января 2019 года Квирла, Дорна и Боллберг являются районами Штадтроды.

## История
Штадтрода берет свое начало с возникновения поселения на реке Рода в 9-10 веке и изначально развивалась как торговый пункт. С 1013 года здесь находится оборонительная башня, которая первоначально была изготовлена из дерева, а впоследствии из камня. На протяжении сотен лет здесь располагается башня церкви Святого Креста, которой насчитывается уже более 1000 лет.
Впервые это место было упомянуто в 1210 году.  В 1247 году Штадтрода упоминается как место, связанное с цистерцианским монастырем . Монастырь служил местом захоронения господ Лобдебурга, которые в то время вели активную деятельность в восточной Тюрингии. В 1310 г. графы Шварцбурга пожаловали Штатроде статус города. В 1403 г. был назначен муниципальный совет, в 1434 г. избран мэр. В результате Реформации монастырь был упразднен в 1531 году. За свою историю город неоднократно переходил под власть вновь созданного суверенитета, но до 1918 г. оставался под правлением эрнестинских властей.
В 1852 году были объединены муниципалитеты Рода и Клостер-Рода. В 1876 году город был соединен с железнодорожной сетью, а годом позже была построена фабрика по производству деревянных изделий. В 1918 г., 13 ноября, после отставки Эрнста II Саксен-Альтенбургского монархия завершилась, и на той же территории было основано Свободное государство Саксен-Альтенбург.
В результате слияния свободных земель Тюрингии 1 мая 1920 года образовалось Свободное государство Тюрингия. С 1 июля 1925 года "Рода" носит название "Штадтрода". Штадтрода была районным центром округа Штадтрода, а с 1952 года - района Штадтрода.

### Население
| с 1837 по 1960 год - 1837: 2679 - 1890: 3662 - 1925: 4469 - 1933: 4572 - 1938: 4811 - 1960: 5480 | с 1994 по 1999 год - 1994: 6356 - 1995: 6401 - 1996: 6445 - 1997: 6574 - 1998: 6594 - 1999: 6592 | с 2000 по 2005 год - 2000: 6586 - 2001:6521 - 2002: 6524 - 2003:6611 - 2004: 6380 - 2005: 6387 | с 2006 по 2011 год - 2006: 6320 - 2007: 6288 - 2008: 6277 - 2009: 6093 - 2010: 6057 - 2011: 5961 | с 2012 по 2017 год - 2012: 5910 - 2013: 5838 - 2014: 5849 - 2015: 5892 - 2016: 5893 - 2017: 5862 | с 2018 года - 2018: 5893 - 2019: 6646* - 2020: 6590 |

Источник данных за 1994 год: Государственное статистическое управление Тюрингии.
* После добавления районов Квирла, Дорна и Боллберг в 2019 г.

### Религия

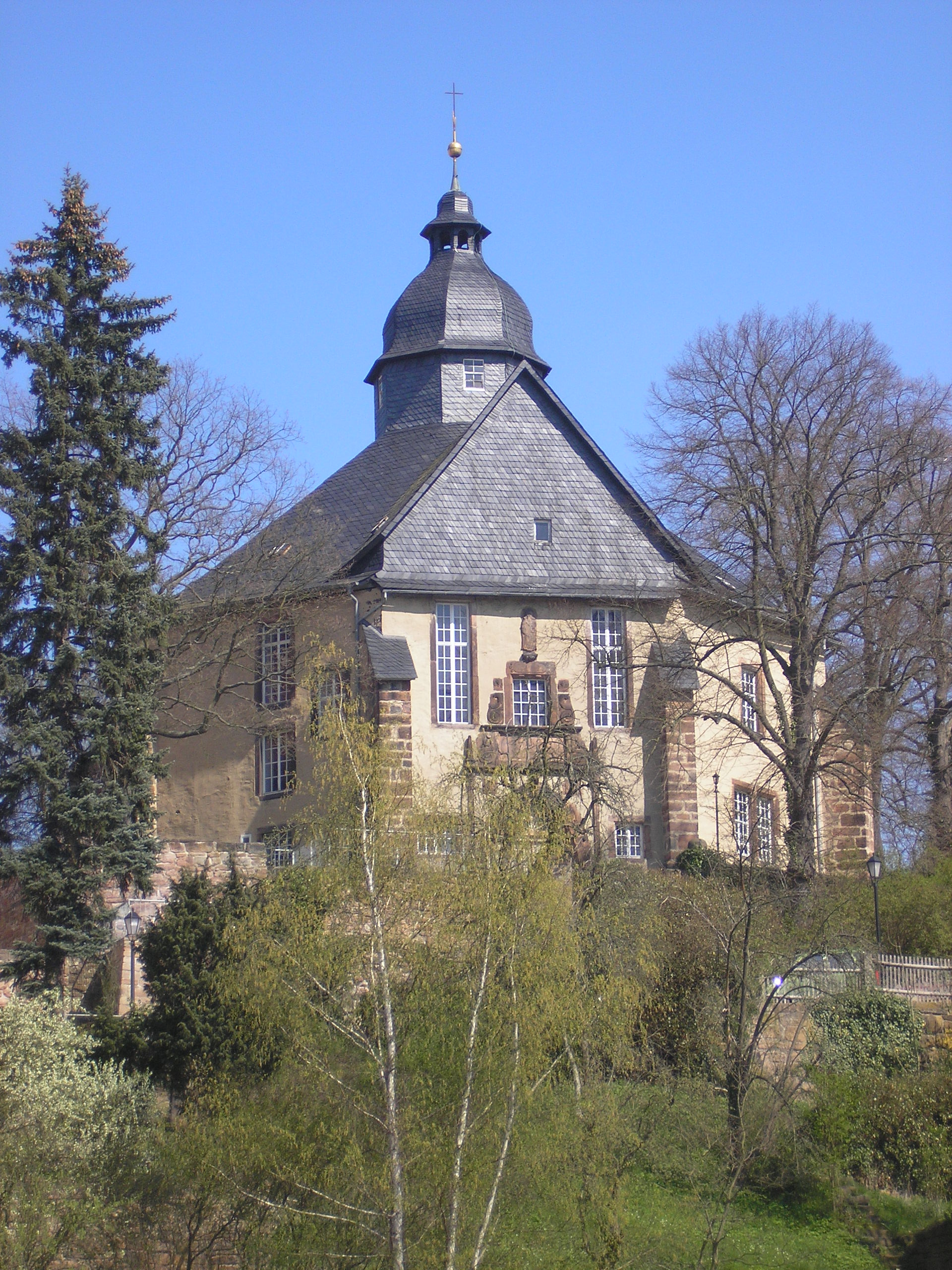
Городская церковь

Церковь Святого Креста, возраст которой превышает 1000 лет, является самой старой церковью в городе.
Помимо протестантских и католических церковных общин, здесь также есть адвентистская община.

## Политика

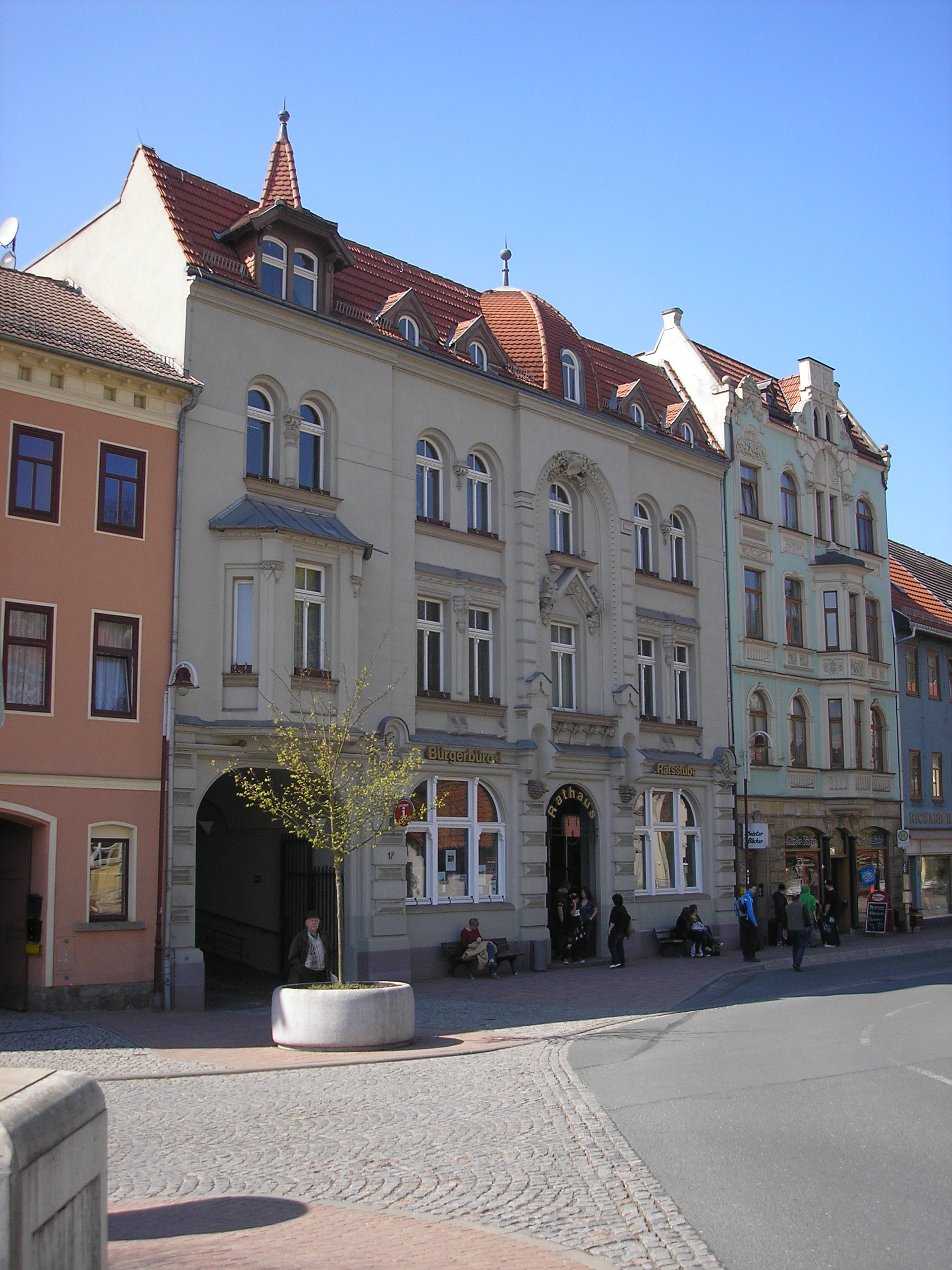
Ратуша

### Мэр города
В ходе выборов мэра 22 апреля 2012 года Клаус Хемпель (СИ) набрал 53,5% голосов против прежнего мэра Харальда Крамера (ХДС). 

#### Мэры города с 1886 г.[4]
| - 1886-1892: Др. Фил Готфрид Кнох - 1892-1898: Фридрих Гедель - 1898–1906: Герман Лозер - 1906-1908: Вильгельм Дитеричи - 1908–1928: Рудольф Гедеке - 1928–1934: Эрнст Пауль Шенхерр - 1935-1938: Франц Деген - 1938-1941: Герхард Вундерлинг - 1941–1942: Макс Освальд (исполняющий обязанности) - 1945: Макс Освальд (исполняющий обязанности) - 1945-1946: Вильгельм Мейер - 1946–1950: Отто Зайфарт - 1950–1953: Эрнст Клингер - 1953–1954: Тео Вурлитцер | - 1954–1955: Рудольф Пабст (исполняющий обязанности) - 1955: отец Джорджа - 1955–1958: Уолтер Гильберт - 1959–1961: Курт Крюгер - 1961–1965: Гюнтер Хоппе - 1965–1972: Курт Нойгебауэр - 1972: Фолькмар Эрнст - 1972–1984: Хайнц Розенкранц - 1984-1986: Курт Хальбауэр - 1986–1990: Райнер Хауфе - 1990–1992: Карл Хайнц Херрманн - 1992: доктор Харальд Рейтер (исполняющий обязанности) - 1992–2012: Харальд Крамер (ХДС) - с 2012: Клаус Хемпель (СИ) |

### Побратимство городов
- Тахов, Чехия
- Хомберг (Ом), Гессен, с 1990 г.

## Культура и достопримечательности
Достопримечательности, заслуживающие внимания, - это замок в стиле барокко 17 века, городская церковь Св. Сальватора конца 16 века и романско-готическо-барочная церковь Святого Креста, строительство которой началось около 1040 года. Кроме того, среди местных достопримечательностей можно отметить руины монастыря Рода .
Красные ворота из красного песчаника, единственные из пяти бывших городских ворот, сохранившиеся до наших дней, связаны со следующим преданием, которое относится к 1450 году:
Между монастырем Рода (в то время еще независимым) и городским советом Роды возник спор о праве на пивоварение. Настоятель монастыря позвал на помощь графа Генриха фон Гера. Рода заперла ворота города перед подступающими войсками. Засов для "Красных ворот" найти не удалось, и его заменили морковкой. На следующую ночь эту морковь съела портняжная коза, и враг смог войти в город. Таким образом, "Рода" проиграла эту войну.
Красные ворота были полностью разрушены в результате столкновения с грузовиком-мусоровозом 14 апреля 2010 года, после того как они были отреставрированы в 2009-2010 годах по случаю празднования 700-летия города 28 мая 2010 года на сумму более 100 000 евро. Ворота были восстановлены в 2011 году, частично с использованием камней старой стены. После того, как для этой цели была начата кампания по сбору средств, страховая компания грузовика оплатила реконструкцию. 

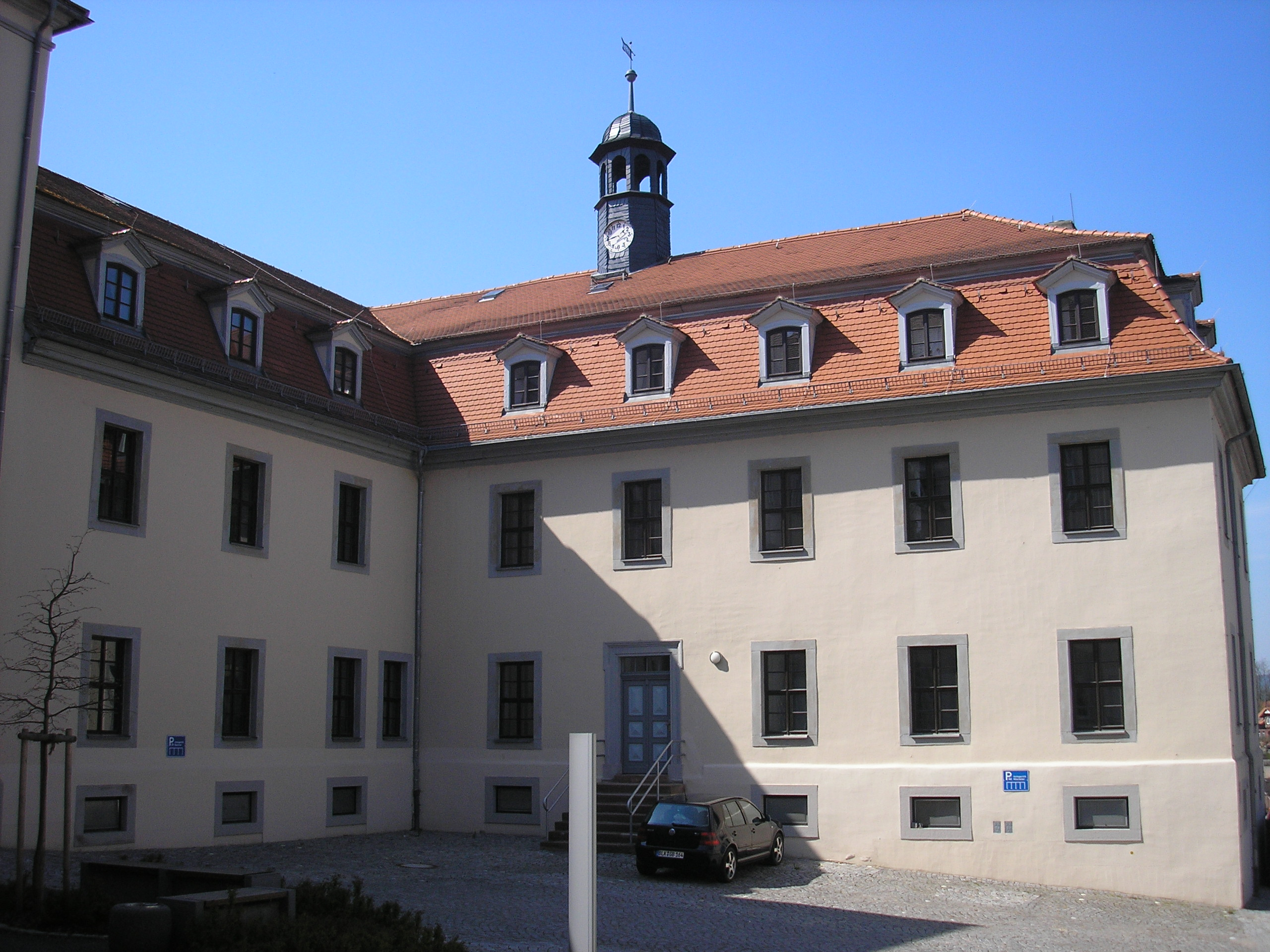
Вид на замок со стороны внутреннего двора
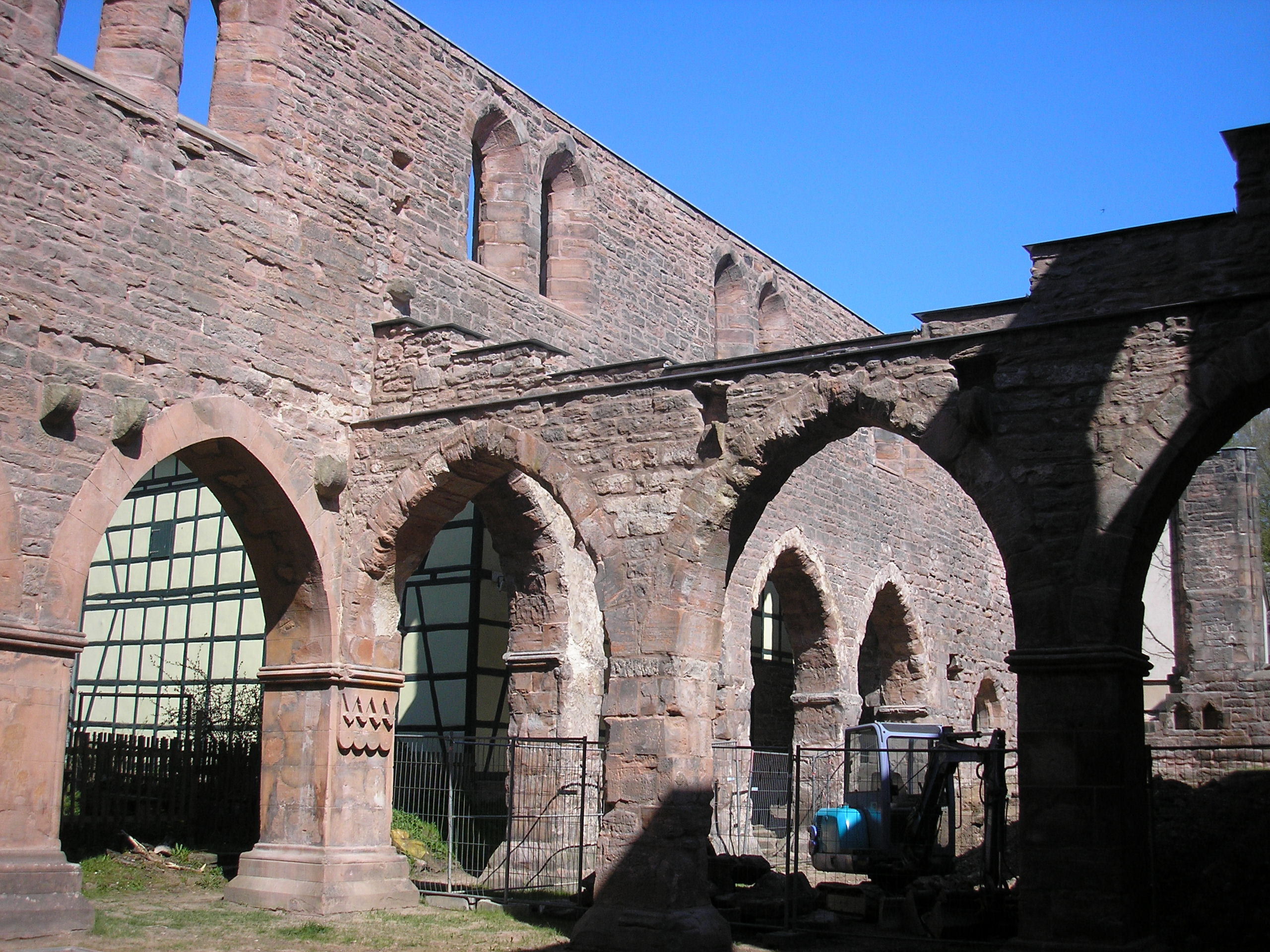
Руины монастыря Рода
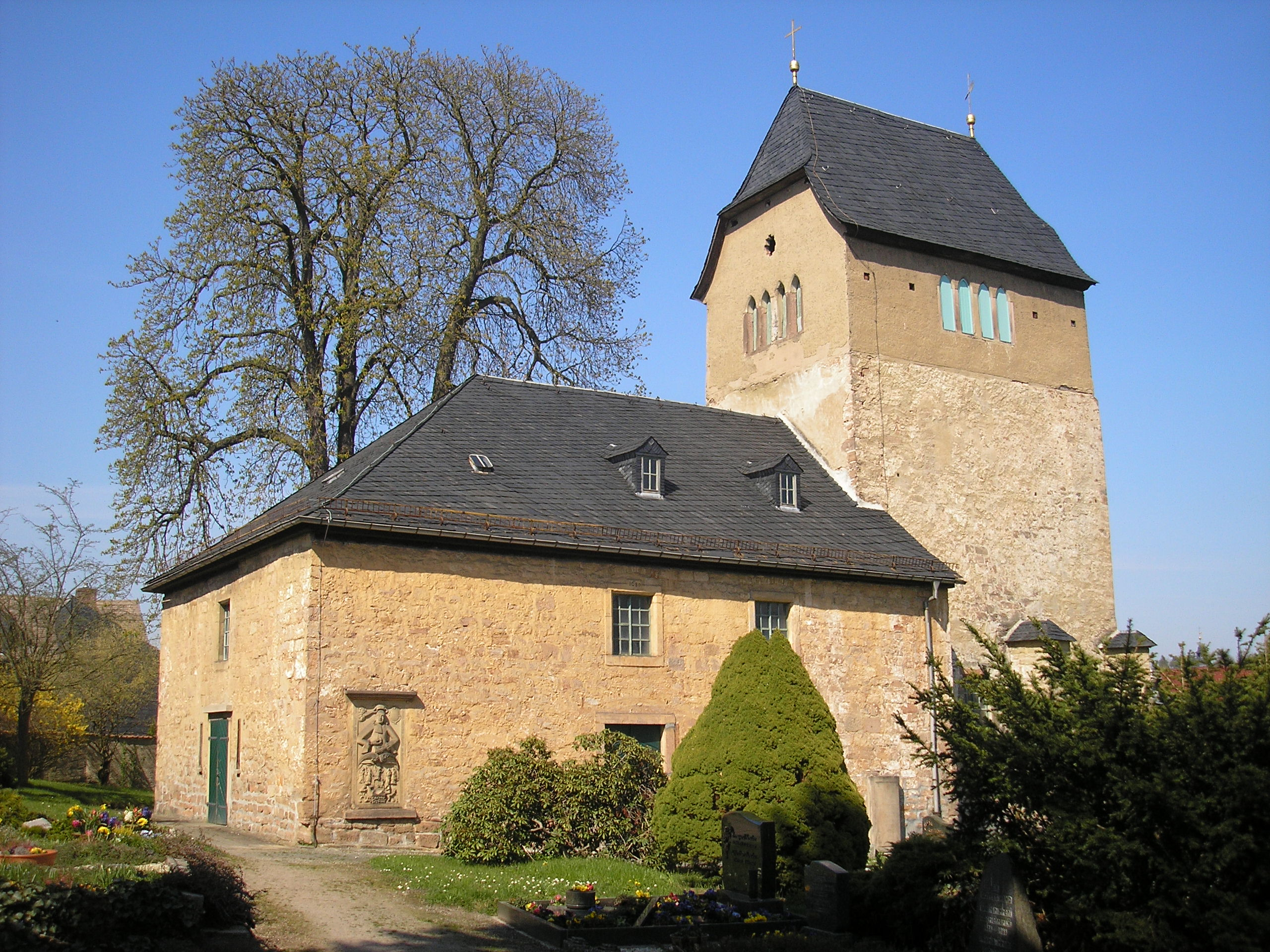
Церковь Святого Креста (2010 год, сейчас заново оштукатурена)
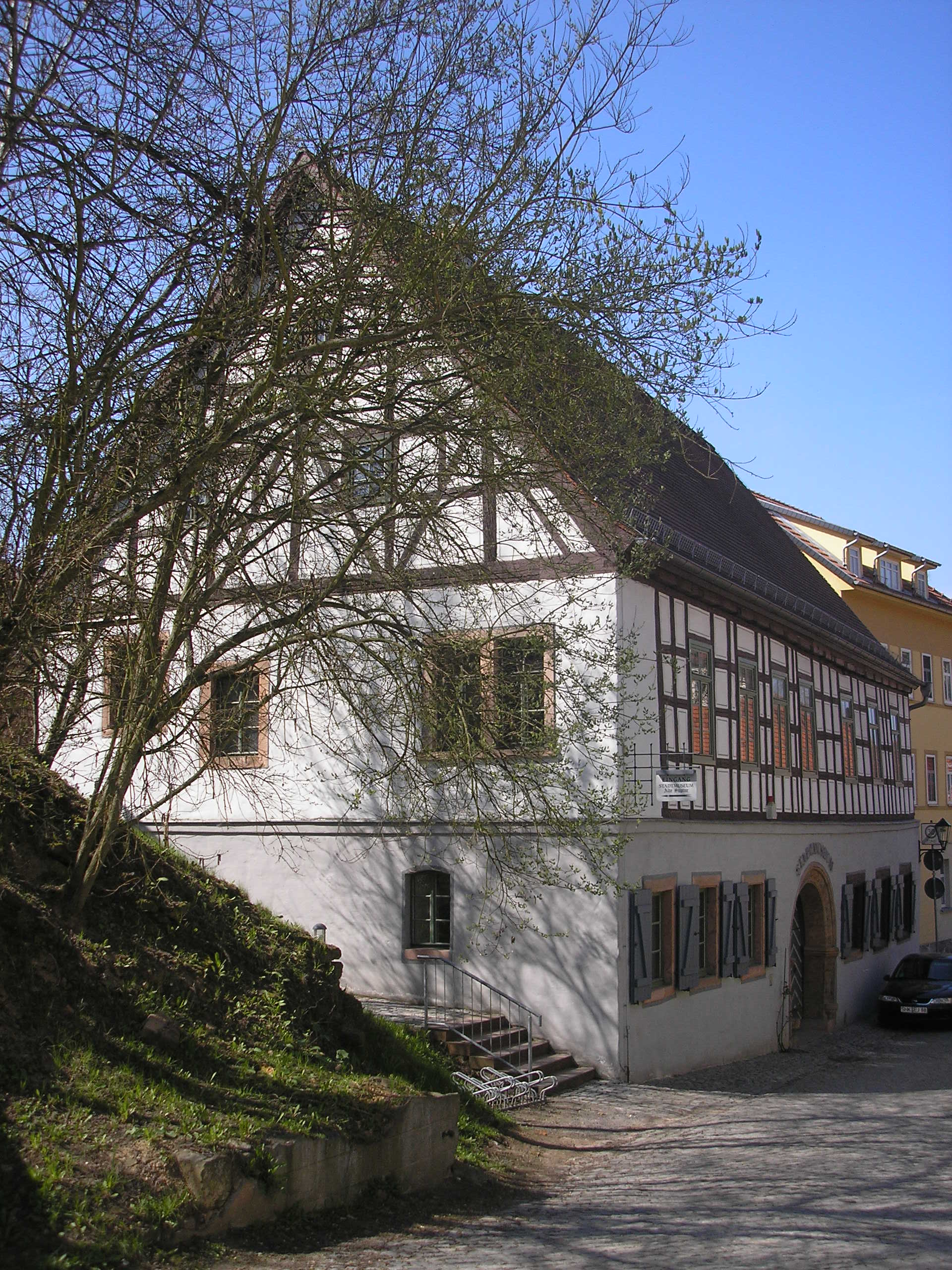
Городской музей в старом кабинете коменданта
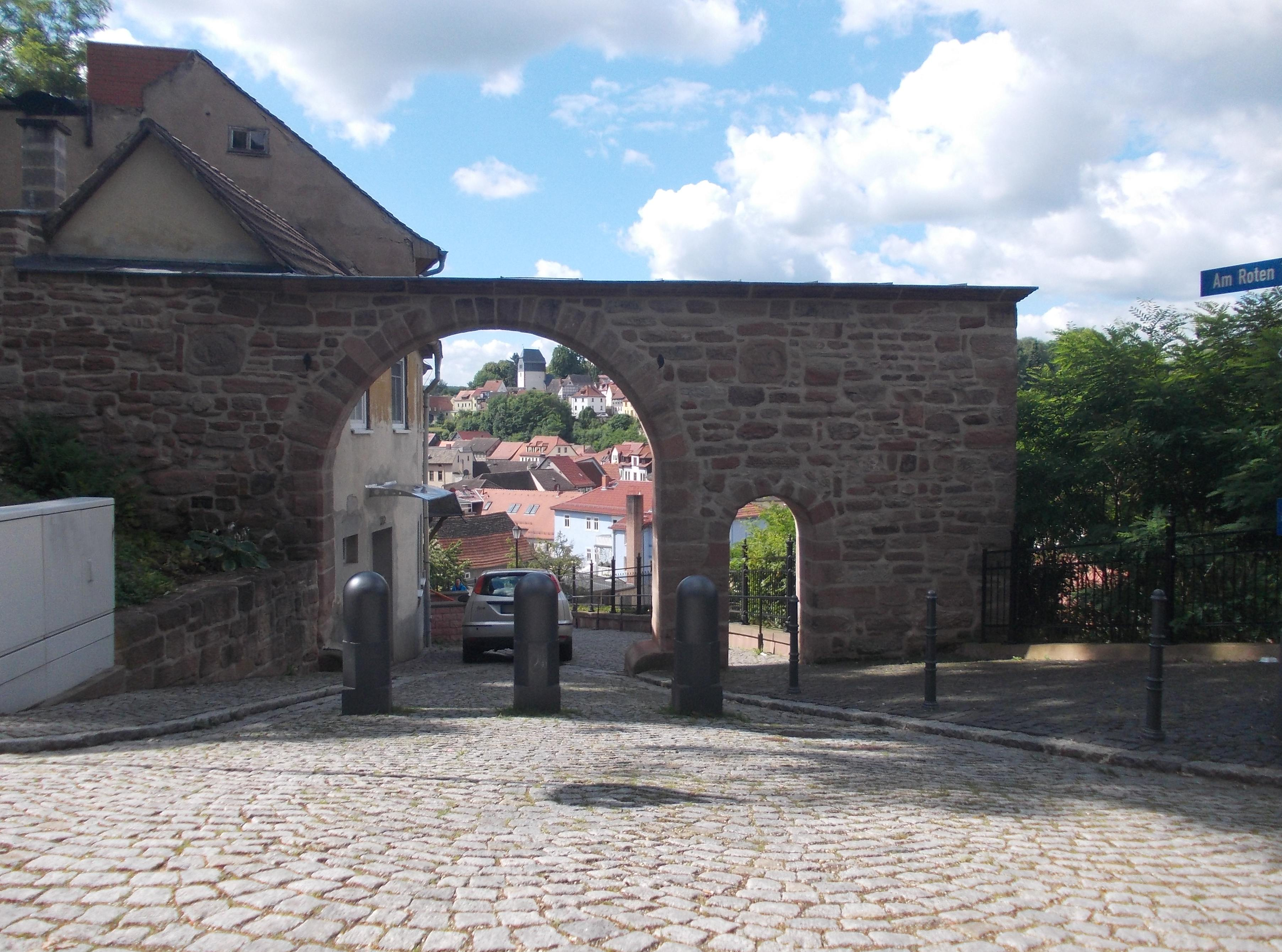
Красные ворота

## Известные уроженцы
- Луиза Саксен-Готская (1756–1808), принцесса Саксен-Гота-Альтенбург.
- Пауль Леопольд Фридрих (1864-1916), хирург.
- Йоахим Эрвин (1949-2008), юрист и член ХДС, мэр Дюссельдорфа в 1999-2008.